# Leucopis paradoxopyga
Leucopis paradoxopyga är en tvåvingeart som beskrevs av Tanasijtshuk 1962. Leucopis paradoxopyga ingår i släktet Leucopis och familjen markflugor. Inga underarter finns listade i Catalogue of Life.